# Мінчо Ніколов
Мінчо Ніколов (болг. Минчо Николов; нар. 14 вересня 1952) — болгарський спортсмен, академічний веслувальник, призер Олімпійських ігор.

## Спортивна кар'єра
На Олімпійських іграх 1976 Мінчо Ніколов у складі четвірки парних разом з Єфтімом Герзіловим, Йорданом Вальчевим і Христо Желевим зайняв п'яте місце.
На чемпіонаті світу 1977 року в Амстердамі Ніколов взяв участь в змаганнях одиночок і зайняв дев'яте місце.
На чемпіонаті світу 1978 року Ніколов у складі четвірки парних був п'ятим.
На Олімпійських іграх 1980 в Москві, за відсутності на Олімпіаді через бойкот ряду команд західних та ісламських країн, Мінчо Ніколов разом з Любомиром Петровим, Іво Русєвим і Богданом Добревим став бронзовим призером у змаганнях четвірок парних.
На чемпіонаті світу 1981 року Ніколов у складі двійки парних з Любомиром Петровим був одинадцятим.
На чемпіонаті світу 1983 року Ніколов у складі четвірки парних був одинадцятим.
Розглядався в числі кандидатів на участь в Олімпійських іграх 1984, але Болгарія разом з декількома іншими країнами соціалістичного табору бойкотувала ці змагання через політичні причини. Ніколов виступив в альтернативній регаті Дружба-84, де завоював срібну нагороду в двійці парній.